# Usage optimal
En immobilier, l'usage optimal est l'usage le plus avantageux ou le plus profitable d'un terrain, à une date donnée, en faisant abstraction des améliorations présentes sur le site. Cet usage reste cependant soumis aux contraintes réglementaires (urbanisme) et de marché. 
La notion d'usage optimal s'applique généralement au terrain, car il doit toujours être évalué suivant son usage optimal, même si les améliorations présentes ne lui permettent pas d'atteindre son plein potentiel dans l'immédiat (Ex. : un terrain zoné pour un immeuble de 10 étages actuellement utilisé par un entrepôt vétuste).